# Siasi
Siasi est une localité de la province de Sulu, aux Philippines. En 2015, elle compte 67 705 habitants.